# Amt Oberweißbach
Das Amt Oberweißbach war ein Gerichts- und Verwaltungsbezirk in der Schwarzburg-Rudolstädter Oberherrschaft mit Sitz in Oberweißbach.

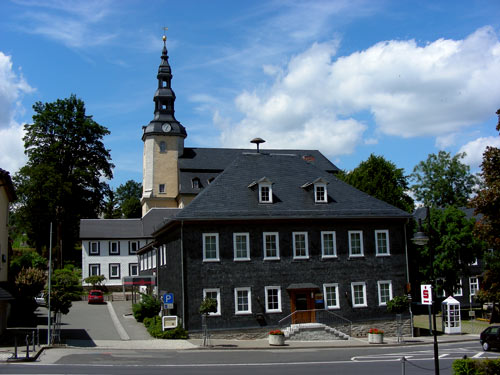
Amtshaus 2014

## Umfang
Das Amt Oberweißbach umfasste die Orte:
- Alsbach
- Cursdorf
- Deesbach
- Fischbachswiese, Häusergruppe bei Neuhaus
- Geiersthal
- Goldisthal
- Katzhütte
- Leibis
- Lichte
- Lichtenhain/Bergbahn
- Meura
- Mittelweißbach
- Neuhaus am Rennweg
- Oberhammer
- Oberweißbach
- Quelitz
- Scheibe
- Schmalenbuche
- Unterweißbach

## Geschichte
Das Amt Oberweißbach wurde am 2. April 1832 durch Ausgliederung aus dem Amt Schwarzburg errichtet und war zunächst Gericht erster Instanz und gleichzeitig untere Verwaltungsbehörde. Eine Trennung der Rechtsprechung von der Verwaltung war nicht gegeben. Amtssitz war Oberweißbach, Rentamtssitz war Schwarzburg. 1831 wurde mit dem Bau des Amtsgerichtes begonnen. Die Gemeinde gab dazu 3.300 Taler, außerdem hatte jeder Einwohner zwei Tage zu frohnen. Am 22. März 1832 wurde das Amtsgericht eröffnet.
Am 1. November 1844 wurde im Amt Oberweißbach als einzigem Amt im Fürstentum diese Trennung durchgeführt. Das Amt Oberweißbach war nun ein reines Justizamt, also Gericht erster Instanz. Die Verwaltungsaufgaben waren an das neu geschaffene Landratsamt Oberweißbach übergegangen. Diese Sonderregelung endete am 15. Juni 1848.
Die Märzrevolution führte auch in Schwarzburg-Rudolstadt zur Forderung nach Abschaffung der Patrimonialgerichte und zur Trennung von Rechtsprechung und Verwaltung.
Am 1. Juli 1850 traten die Organisationsgesetze in Kraft, die das Gerichtswesen grundsätzlich änderte. Rechtsgrundlage war das Gesetz wegen künftiger Einrichtung der Rechtspflege vom 1. Mai 1850 und das Gesetz über die Zuständigkeit der Gerichte und über den Instanzenzug in bürgerlichen Rechtsstreitigkeiten. Damit waren die Patrimonialgerichte abgeschafft und Verwaltung und Rechtsprechung getrennt worden.
Das Amt Oberweißbach war nun erneut ein reines Justizamt, also Gericht erster Instanz mit einem Justizamtmann als Einzelrichter. Darüber stand das Kreisgericht Rudolstadt. Die Verwaltungsaufgaben waren an das neu geschaffene Landratsamt Oberweißbach übergegangen. Das Amtsgerichtsgebäude wurde 1856 erweitert.
In der Reaktionsära wurde die Trennung von Rechtsprechung und Verwaltung aus Kostengründen wieder in Frage gestellt. Die Verordnung über die Organisation der unteren Landesverwaltungsbehörden vom 1. Mai 1858 hob die Landratsämter auf und überwies den Justizämtern die Verwaltungsaufgaben. Auf Wunsch des Landtags wurden mit Gesetz vom 7. Februar 1868 die Landratsämter wiederhergestellt und die Gerichte wieder von den Verwaltungsaufgaben befreit.
Im Rahmen der Einführung der Reichsjustizgesetze wurde das Amt Oberweißbach in das Amtsgericht Oberweißbach umgewandelt.